# Rob Bourdon
Robert Gregory Bourdon (Calabasas, 20 de janeiro de 1979) é um músico norte-americano, mais conhecido por ser ex-baterista e um dos fundadores da banda Linkin Park.

## Biografia
Quando pequeno, Rob era forçado a estudar piano. Aos nove anos de idade, foi ao The Great Western Forum para assistir um show da banda Aerosmith (reza a lenda que sua mãe foi namorada do baterista do Aerosmith e foi ela quem ajudou a escolher o nome da banda). Este foi seu primeiro show. Depois de vê-los tocar, ele desejou um dia estar lá no palco tocando bateria. Aos 10 anos começou a tocar bateria e aos 13 anos já tocava músicas cover com seus amigos. Segundo ele, foi muito bom ver o nome da banda dele no anúncio de shows da casa onde ele se inspirou a tocar bateria. Rob tocou em várias bandas quando era jovem. Em uma delas, a Relative Degree, tocou com Brad Delson. A banda era uma mistura de rock com rap e o único objetivo real deles era tocar no The Roxy; quando finalmente alcançaram o objetivo, a banda acabou. Quando entrou no colegial, Rob era ligado em funk.
Mais para a frente, Rob se juntou a Brad e Mike Shinoda e juntos eles fundaram a banda Xero, que viria a ser o Linkin Park.

## Vida pessoal
Apesar de não ser o garoto propaganda da Matix (linha de roupas), Rob quase sempre usa nos shows camisetas com a marca estampada. No clipe live de Points of Authority, ele aparece usando uma.
Rob é muito perfeccionista. Quando criança, ficou três horas sentado num canto de sua casa até aprender a amarrar os sapatos. Segundo eles, ele não erra nem mesmo nas gravações de videoclipes. Rob não teve que regravar nada para fazer o Reanimation, mas ele estava decidido a ouvir o trabalho de seus companheiros de banda e expressar suas opiniões. Se ele não gostasse, teria que falar e os outros teriam que mudar tudo para ficar melhor. Rob toca bateria com sapatos de pilotos de carro. Segundo ele, isso dá a ele mais controle sobre os pedais da bateria. Gosta de tocar piano e surfar quando tem tempo livre. Rob também já foi garçom. Seu momento mais emocionante foi receber a baqueta de ouro pelo álbum Hybrid Theory.
Namorou por seis anos a atriz Vanessa Lee Evigan.

## Equipamento
- Drums (Gretsch USA Custom) 14X6.5 Snare Drum.
- {C 22X18 Bass Drum
- {C 18X16 Floor Tom
- {C 16X16 Floor Tom
- {C 10X8 High-Tom
- {C 12X10 Mid-Tom

### Cymbals Zildjian
- 14" A-New Beat hi-hats or 14" A-Custom Mastersound hi-hats [for studio and live, respectively]
- {C 18" A-Custom Projection Crash
- 10" A-Custom Splash
- {C 19" A-Custom Projection Crash
- 21" A-Custom Projection Ride
- {C 20" oriental trash china

### Outros
- Electronics: Pintech Pads(to the left of hi-hats), Roland SPD- 3
- Hardware: Gibraltar cage/drum supports
- Heads: Various Remo Heads
- Sticks: Vater 5B (Hickory with wood tip)
- Footwear: Puma racing shoes
- Recording Software: Pro Tools
- Triggers on snare(Roland RT-10S)
- KD-7 Bass Drum Trigger Unit (Roland)
- MultiDirector DI (Whirlwind)
- Headphone Mixer MH4 (Rane)
- Crossover SAC22 (Rane)
- Bass Shaker (Aura)
- DW 9000 pedal (DW)
- S6000 Sampler (Akai)
- MPC2000XL Sampler (Akai)
- DM5 Drum Module (Alesis)
- M-1400I Power Amp (Mackie)
- PL Plus Power Conditioner (Furman)